# Sudo
sudo (superuser do) je računalniški program v Unixu, Linuxu in podobnih operacijskih sistemih, kot npr. Mac OS X, ki dovoli trenutnemu uporabniku sistema, da zažene določen program kot drugi uporabnik (npr. kot administrator sistema). Program trenutno vzdržuje Todd C. Miller, razvijalec sistema OpenBSD.
sudo uporabljamo v skladnji sudo želeni ukaz ali pa v datoteki sudoers navedemo ukaze, ki so privilegiji administratorja, do njih pa želimo dostopati brez uporabe administratorskega gesla.